# Nobuhisa Yamada
Nobuhisa Yamada, född 10 september 1975 i Shizuoka prefektur, Japan, är en japansk före detta fotbollsspelare.